# アウトボクシング
アウトボクシング（Out Boxing）は、相手からのパンチが届かない長い距離を保ちながら攻撃する機会をうかがい、チャンスの時に攻撃に転じるボクシングの戦術の一つ。対義語はインファイト。
アウトボクシングを得意とするボクサーのことをアウトボクサーと呼ぶ。

## 概要
基本はジャブを駆使し、相手との間合いを維持することで試合を優位にコントロールする。リーチが長い選手に適しており、アウトボクサーは同階級では比較的長身である場合が多い。ただしリーチが短くてもアウトボクシングも得意な選手は存在する。
また位置関係の優位を保つためにフットワークの技術が要求されるスタイルでもある。
有効打を多く当てポイントを取ることを前提とした戦い方なので、アウトボクシングを得意とするボクサーはKO率が低くなる傾向がある。ただし、一瞬の隙を突く強打やカウンターでダウンを奪うアウトボクサーも少なからず存在しており（後述）、アウトボクシングを用いる選手は必ずしも非力なわけではない。
ほとんどの場合は選手の体格や性格などの適性によって選択的にアウトボクシングを習得するが、八重樫東のようにかつてはアウトボクサーだった選手がインファイターに転向する例も稀に存在する。

## 起源
1892年9月7日、ジョン・L・サリバン対ジェームス・J・コーベット戦において、コーベットは相手との距離を長くとりながらフットワークでパンチをかわし、左の軽いパンチ（ジャブ）を当てるという戦法でサリバンを21回KOし勝利を収めた。これがボクシング史上初めて、アウトボクシングというスタイルが試合で使用された例とされる。当時のベアナックル・ボクシングは両者が足を止めて殴り合い、どちらがより屈強であるかを競う「スタンド・アンド・ファイト」と呼ばれるスタイルが多数派で、「卑怯者の戦法」と軽蔑された。

## 代表的なアウトボクサー
モハメド・アリ
鈍重な大男の力任せな殴り合いだったヘビー級ボクシングに、アリはリングを縦横無尽に動き回る華麗なフットワークと鋭い左ジャブを活用するアウトボクシングを持ち込んだ。相手のジャブに右のクロスカウンターを放つ技術や、ブライアン・ロンドンとの試合で2.8秒の間に12発のパンチを放つスピードも持っていた。蝶のように舞い、蜂のように刺す（Float like a butterfly, sting like a bee）と言われた。
トーマス・ハーンズ
1980年代、「黄金の中量級」と称されたスーパーウェルター級やミドル級において並み居る強豪とジャブの派生形であるフリッカージャブでの猛ラッシュと強打で戦った。
ヘナロ・エルナンデス
軽量級に属するスーパーフェザー級でありながら、身長180cm、リーチ185cmという大きな体を存分に活かして連勝を重ねたアウトボクサー。
構えは右オーソドックスだが左利きだったため、全盛期は左ジャブのみで対戦相手を圧倒した。
フェリックス・サボン
アマチュアボクシングのヘビー級で約14年間にわたってチャンプであり続け、オリンピック3連覇、世界ボクシング選手権6連覇など数々の大記録を成し遂げた名選手。
198cmの身長と長いリーチを生かしたジャブ、右ストレートで恐れられた。